# Pica-pau-bico-de-marfim
O pica-pau-bico-de-marfim ou pica-pau-de-bico-marfim (nome científico: Campephilus principalis) é uma espécie de pica-pau possivelmente extinto, nativo dos pântanos norte-americanos e das florestas temperadas de coníferas do sul dos Estados Unidos e de Cuba. A destruição de seu habitat e a caça reduziram as populações de forma tão devastadora que a espécie está listada como Criticamente Ameaçada na Lista Vermelha da IUCN, e como "definitivamente ou provavelmente extinta" pela American Birding Association. O último avistamento universalmente aceito de um pica-pau-bico-de-marfim americano ocorreu na Luisiana em 1944, e o último avistamento universalmente aceito de um pica-pau-bico-de-marfim cubano ocorreu em 1987; relatos esporádicos de avistamentos e outras evidências da persistência da espécie continuaram desde então. No século XXI, relatos de avistamentos e análises de gravações de áudio e vídeo foram publicados em revistas científicas revisadas por pares como evidência de que a espécie persiste em Arkansas, Luisiana e Flórida. Vários investimentos em terras e a restauração de seu habitat foram iniciados em áreas onde avistamentos e outras evidências sugeriram uma probabilidade relativamente alta da existência da espécie, para proteger quaisquer indivíduos sobreviventes. Em setembro de 2021, a espécie foi declarada extinta pelo Serviço de Pesca e Vida Selvagem dos Estados Unidos. A IUCN não mudou sua avaliação sobre a espécie.

## Taxonomia
O pica-pau-bico-de-marfim foi descrito pela primeira vez como Picus maximus rostra albo (latim para "o maior pica-pau de bico branco") na publicação de 1731; Natural History of Carolina, Florida, and the Bahamas, do naturalista inglês Mark Catesby. Observando seu relatório, Linnaeus mais tarde o descreveu na décima edição de seu Systema Naturae de 1758, onde recebeu o nome binomial de Picus principalis. O género Campephilus foi introduzido pelo zoólogista inglês George Robert Gray em 1840 com o pica-pau-bico-de-marfim como o espécie-tipo.
Ornitólogos atualmente reconhecem duas subespécies desta ave:
- Pica-pau-bico-de-marfim americano (C. p. principalis), nativo do sudeste dos Estados Unidos
- Pica-pau-bico-de-marfim cubano (C. p. bairdii), nativo de Cuba, incluindo a Ilha da Juventude[11]

Ambos são semelhantes, com a subespécie cubana um pouco menor e algumas variações na plumagem, com as faixas dorsais brancas estendendo-se até o bico, e as penas da crista vermelha do macho mais longas do que as penas da crista negra da fêmea, enquanto os dois são do mesmo comprimento na subespécie americana.
Existem controvérsias sobre se o pica-pau-bico-de-marfim cubano deveria ser ou não mais apropriadamente reconhecido como uma espécie separada. Um estudo de 2006 comparou amostras de DNA retiradas de espécimes de ambas subespéscies de pica-pau-bico-de-marfim, junto com o pica-pau-imperial (Campephilus imperialis), uma espécie maior, porém muito semelhante. Concluiu-se não apenas que os pica-paus-de-bico-de-marfim cubano e americano são geneticamente distintos, mas também que eles e o pica-pau-imperial formam um clado norte-americano dentro do género Campephilus que surgiu em meados do Pleistoceno. O estudo não tenta definir uma linhagem ligando os três pássaros, embora implique que a subespécie cubana seja mais intimamente relacionado ao pica-pau-imperial. A American Ornithologists' Union Committee afirmou que ainda não estão prontos para listar as subespécies como espécies separadas. Lovette, membro do comitê, disse que mais testes são necessários para apoiar essa mudança, mas concluiu que: "Esses resultados provavelmente iniciarão um debate interessante sobre como devemos classificar essas aves."
"Pica-pau-bico-de-marfim" é o nome oficial dado à espécie pela International Ornithologists' Union. Nomes comuns anglofónos mais antigos utilizados nos Estados Unidos incluíam: Log Cock, Log God, Good Lord, Indian Hen, Kent, Kate, Poule de Bois (Galinha de madeira em francês cajun), e Tit-ka (Galo de madeira em Seminole). Alguns autores modernos se referem a ele como o "pássaro do Santo Graal" ou "Pássaro do Graal" por causa de sua extrema raridade e evasão para os observadores de pássaros.

## Descrição

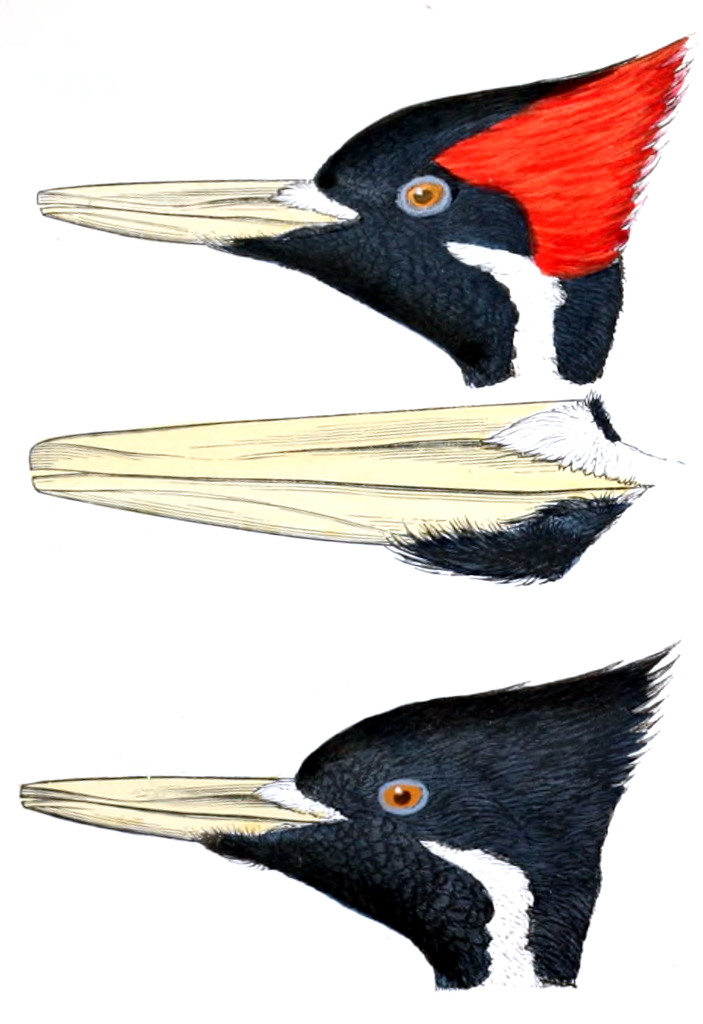
O contraste na plumagem do macho (acima) e da fêmea (abaixo)

O pica-pau-bico-de-marfim é um dos maiores pica-paus do mundo, com aproximadamente 51 cm de comprimento e 76 cm de envergadura;  é o maior pica-pau em sua distribuição. O seu relativo próximo, o pica-pau-imperial (C. imperialis) do oeste do México é o maior pica-pau do mundo. O pica-pau-bico-de-marfim tem um comprimento total de 48 a 53 cm, e baseado em informações escassas, pesa por volta de 450 a 570g. As medidas padrão obtidas incluem um comprimento de corda máxima de 23,5–26,5 cm (9,3–10,4 pol), a cauda com comprimento de 14–17 cm (5,5–6,7 pol), o bico com comprimento de 5,8–7,3 cm (2,3–2,9 pol), e o tarso com 4–4,6 cm (1,6–1,8 pol) de comprimento.

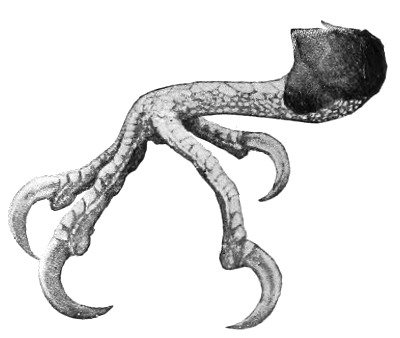
Ilustração do pé esquerdo, mostrando zigodactilia típica de pica-paus

A plumagem do pica-pau-bico-de-marfim é predominada por uma tonalidade preta ou azul-escuro brilhante. Existem linhas brancas que se estendem das bochechas até o pescoço, encontrando-se nas costas. As extremidades das penas primárias internas são brancas, assim como todas as penas secundárias externas. Isso cria um branco extenso na borda posterior das asas superior e inferior. A parte debaixo das asas também é branco ao longo de sua borda dianteira, resultando em uma linha preta contínua ao longo das asas debaixo, expandindo para um preto mais extenso na ponta da asa. Algumas aves foram registradas com quantidades mais extensas de branco nas penas primárias.
Pica-paus-bico-de-marfim possuem uma crista proeminente, embora em jovens seja irregular. É uma espécie sexualmente dimórfica, como pode ser visto na imagem à direita, já que a crista é preta ao longo de sua borda dianteira, mudando abruptamente para vermelho nas laterais e na parte traseira nos machos, mas continua preto sólido nas fêmeas e nos machos juvenis. Quando empoleirados com as asas fechadas, ambos os sexos apresentam uma grande mancha branca na parte inferior das costas, de formato aproximadamente triangular. Como todos os pica-paus, o pica-pau-bico-de-marfim tem um bico forte e reto e uma língua longa, móvel, de ponta dura e farpada. Nos adultos, o bico é da cor marfim, enquanto é branco como giz nos juvenis. Entre os pica-paus norte-americanos, o pica-pau-bico-de-marfim é o único a ter um bico cuja ponta é bastante achatada lateralmente, em forma de cinzel de madeira chanfrada. Seu voo é forte e direto, e pode ser comparado ao de um pato de pequeno porte.
Essas características distinguem o pica-pau-bico-de-marfim (Campephilus principalis) do pica-pau-orelhudo (Dryocopus pileatus), sendo espécies similares, porém o D. pileatus é menor e de bico mais escuro. Além disso, o D. pileatus normalmente é preto-acastanhado, esfumaçado ou de cor preta acinzentada. Também tem uma listra branca no pescoço, mas as costas normalmente são pretas. Os juvenis e adultos do D. pileatus possuem crista vermelha e queixo branco. Os D. pileatus normalmente não possuem branco nas bordas traseiras de suas asas e, quando empoleirados, mostram apenas uma pequena mancha branca em cada lado do corpo perto da borda da asa. No entanto, no D. pileatus, indivíduos aparentemente aberrantes, foram relatados com bordas de fuga brancas nas asas, formando uma mancha triangular branca na parte inferior das costas quando empoleirados.
O tamborilado é uma batida simples ou dupla. Quatro chamadas bastante distintas são relatadas na literatura e duas foram registradas na década de 1930. O mais comum, um kent ou hant, soa como um trompete de brinquedo, frequentemente repetido em uma série. Quando o pássaro é perturbado, o tom da nota de kent aumenta, é repetido com mais frequência e muitas vezes é duplicado. Um chamado de comunicação, também gravado, é dada entre indivíduos no ninho e foi descrita como kent-kent-kent. Uma gravação da ave, feita por Arthur A. Allen, pode ser encontrada aqui.

## Habitat e dieta

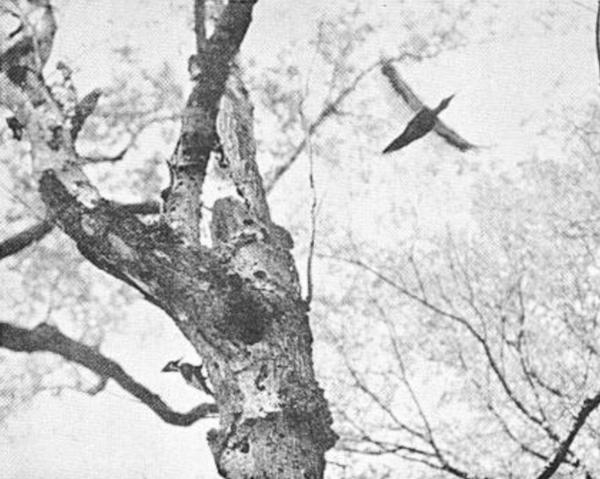
Casal sob árvore com ninho, abril de 1935

Ambos os autores reconstruíram a extensão original da ave a partir de registros históricos que consideraram confiáveis, em muitos casos de espécimes com registros históricos de onde foram coletados. Os dois autores produziram estimativas de distribuição amplamente semelhantes, descobrindo que antes do desmatamento e da caça da espécie começarem a diminuir seu alcance, o pica-pau-bico-de-marfim ocorria do leste do Texas até a Carolina do Norte, e do sul de Illinois para a Flórida e Cuba, tipicamente do litoral para o interior até onde a altitude de aproximadamente 30 m.
Existem algumas diferenças significativas em suas reconstruções. O mapa de distribuição de Hasbrouck estendeu-se até o Rio Missouri até Kansas City com base nos relatórios de Wells Woodbridge Cooke de Kansas City e Fayette, que Tanner rejeitou, considerando como um possível relatório acidental ou não comprovado. Da mesma forma, a estimativa de distribuição de Hasbrouck estendeu-se pelo vale do rio Ohio até condado de Franklin, Indiana com base em um registro de E. T. Cox, que Tanner novamente rejeitou, considerando como não comprovado ou acidental. A estimativa de distribuição de Tanner estendeu-se mais acima no Rio Arkansas e Rio Canadian, com base nos relatórios das aves de SW Woodhouse a oeste de Fort Smith, Arkansas, e um avistamento feito por Edwin James nas cachoeiras do Rio Canadian, de qual não foram mencionados e possivelmente desconhecidos por Hasbrouck. O mapa de Tanner é atualmente aceito como o alcance original do pássaro, mas existem vários registros fora do alcance de ambos os mapas, que foram ignorados ou rejeitados por Tanner, ou que surgiram após sua análise. A sudoeste da estimativa de alcance de Tanner, a ave foi relatada ao longo do Rio San Marcos e no Rio Guadalupe, bem como próximo a New Braunfels, por volta de 1900.
Mais adiante do vale do Rio Ohio, William Fleming relatou atirar em um pica-pau-bico-de-marfim em Logan's Fort, Kentucky em 1780. Restos de pica-paus-de-bico-de-marfim foram encontrados em montículos em Condado de Scioto, Ohio, que se inferiu serem de uma ave caçada localmente,  e inferências semelhantes foram tiradas de outros restos encontrados perto de Wheeling, Virgínia Ocidental. Também existe um relato de um exemplar abatido e comido em Doddridge county, Virgínia Ocidental por volta de 1900. Ao longo da costa do Atlântico, Hasbrouck definiu o limite norte da distribuição em torno de Fort Macon, Carolina do Norte com base em relatórios que não incluíam espécimes, que foi rejeitado como não provado por Tanner, que usou o registro de um indivíduo que foi abatido a 12 milhas ao norte de Wilmington, Carolina do Norte por Alexander Wilson para definir o limite norte da distribuição.
Existem registros da ave mais longe ao longo da costa atlântica;  Thomas Jefferson incluiu-o como uma espécie existente no estado da Virgínia em Notes on the State of Virginia, Audubon relatou que o pica-pau-bico-de-marfim pode ocasionalmente ser encontrado tão ao norte quanto Maryland, e Pehr Kalm relatou que era uma ave presente sazonalmente em Swedesboro, Nova Jersey em meados do século XVIII. Mais para o interior, Wilson relatou ter atirado em um bico de marfim a oeste de Winchester, Virginia. Ossos recuperados em Etowah Mounds na Geórgia acredita-se que venha de aves caçadas localmente.
Dentro de sua área, o pica-pau-bico-de-marfim não é bem distribuído, mas altamente concentrado localmente em áreas onde o habitat é adequado e onde grandes quantidades de alimento apropriado podem ser encontrados.
O conhecimento da ecologia e do comportamento do pica-pau-de-bico-de-marfim é amplamente derivado do estudo de James Tanner de vários indivíduos observados em uma área de floresta ao longo do Rio Tensas, no final dos anos 1930. Até que ponto esses dados podem ser extrapolados para o estudo dessas aves como um todo permanece uma questão em aberto. São encontrados em habitats incluindo; pântanos densos, floresta comparativamente antigas e florestas de pinheiros altos de Cuba, são lugares confirmados como o habitat adequado para a espécie, porém se esta não for a lista de ambientes completa, a lista não está clara. Na região do rio Tensas, Tanner estima que havia um par de aves por 44 km2 (17 sq mi). A partir de dados históricos, ele estimou que havia um par de aves por 25 km2 (10 sq mi) nos pântanos da Califórnia, e no norte da Flórida, um par por 16 km2 (6 sq mi) ao longo do rio Wacissa, ele concluiu que essas aves precisam de grandes quantidades de território adequado para encontrar comida suficiente para alimentar a si mesmas e conseguirem nidificar, e assim deve-se esperar que ocorram em baixas densidades, mesmo em populações razoavelmente altas. Após a Guerra Civil Americana, a indústria madeireira desmatou milhões de hectares no Sul dos Estados Unidos, deixando apenas áreas esparsas e isoladas de fragmentos florestais. Combinado com as exigências de ambiente, isso se tornou o entendimento geral do motivo do declínio da população de pica-paus-bico-de-marfim. Esta ideia foi contestada por Noel Snyder, que argumentou que a caça, em vez da perda de habitat, foi a principal causa do declínio da população. Ele argumentou que as estimativas da população de Tanner foram feitas de uma população já em queda e as necessidades de habitat apropriado eram significativamente menores.
A base da alimentação do pica-pau-bico-de-marfim são larvas de besouro, com cerca de metade do conteúdo estomacal registrado composto de larvas de besouro grandes, particularmente de espécies de besouro da família Cerambycidae, com besouros Scolytidae também fazendo parte da dieta. Também alimenta-se matéria vegetal significativa, com conteúdo estomacal registrado, incluindo frutas de magnólia do sul, noz-pecã, bolotas, nozes de Cayra, e sementes de heras venenosas. Também foi observado que eles se alimentam de uvas selvagens, caquis e derivados das árvores do género Celtis Para caçar larvas em árvores mortas, usa seu bico enorme para martelar, cunhar e descascar a casca das árvores para acessar seus túneis. O pássaro não sofria com competição por alimento; já que nenhuma outra espécie presente em sua área é capaz de remover a casca rígida com tanta eficácia como o pica-pau-bico-de-marfim.

## Reprodução e ciclo de vida

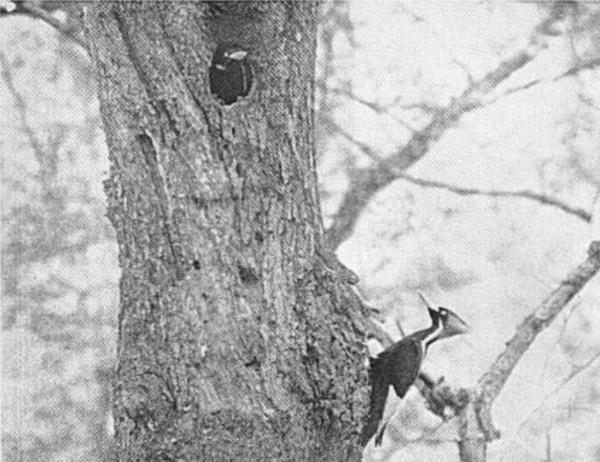
Macho retorna ao ninho, abril de 1935

Acredita-se que o pica-pau-bico-de-marfim viviam juntos para o resto da vida. Os casais também viajam juntos. Esses casais acasalam todos os anos entre janeiro e maio. Ambos os pais trabalham juntos para escavar uma cavidade em uma árvore a cerca de 15-70m do solo antes de terem seus filhotes, com dados limitados indicando uma preferência por árvores vivas ou parcialmente mortas, evitando-se as podres. As cavidades dos ninhos estão normalmente dentro ou logo abaixo de tocos quebrados em árvores vivas, onde a madeira é mais fácil de escavar, e o toco saliente pode fornecer proteção contra chuva e deixar a abertura na sombra, fornecendo alguma proteção contra predadores. Não há registros claros de cavidades de ninho sendo reutilizadas, e pica-paus-bico-de-marfim, como a maioria dos pica-paus, provavelmente escavam um novo ninho a cada ano.
Os ovos são normalmente postos em abril ou maio, com alguns registros de ovos postos em meados de fevereiro. Uma segunda ninhada só foi observada quando a primeira falhou. Normalmente, até três ovos brancos brilhantes são postos, medindo em média 3.5 cm por 2.5 cm, embora tenham sido observados ninhos de até seis ovos e ninhadas de até quatro filhotes. Nenhum ninho foi observado para a duração da incubação, portanto o tempo para os ovos serem chocados permanece desconhecido, embora Tanner tenha estimado em aproximadamente 20 dias. Os pais incubam os ovos cooperativamente, com o macho sendo observado incubando durante a noite, e o casal normalmente trocam de lugar a cada duas horas durante o dia, com um forrageando e outra incubando. Assim que os filhotes nascem, ambos os pais procuram alimentos para lhes trazer comida. Os jovens aprendem a voar cerca de 7 a 8 semanas após a eclosão. Os pais continuam a alimentá-los por mais dois meses.  A família acaba se separando no final do outono ou início do inverno.
Os pica-paus-de-bico-de-marfim não são migratórios, e os pares são frequentemente observados para nidificar a algumas centenas de metros dos ninhos anteriores, ano após ano. Embora os pica-paus-de-bico-de-marfim se alimentem dentro de um território semirregular a poucos quilômetros de seu ninho/poleiro, eles não são territoriais;  nenhum registro é conhecido de pica-paus-bico-de-marfim protegendo seus territórios de outros indivíduos de sua espécie quando se encontram. De fato, em muitos casos, o pica-pau-bico-de-marfim foi observado agindo como um pássaro social, com grupos de quatro ou cinco se alimentando juntos em uma única árvore, e até onze observados alimentando-se no mesmo local. Da mesma forma, os pica-paus-de-bico-de-marfim foram observados se alimentando da mesma árvore que o único outro grande pica-pau com o qual compartilham sua área de distribuição, o pica-pau-pilado, porém sem nenhuma interação hostil. Embora não seja migratório, o pica-pau-de-marfim é às vezes descrito como nômade; se mudam de tempos em tempos para áreas onde desastres como incêndios ou inundações criaram grandes quantidades de madeira morta e, subsequentemente, uma grande número de larvas de besouro surjam, servindo como fonte de alimentação.
A estimativa de vida de um pica-pau-bico-de-marfim não é conhecida, mas outros pica-paus do género Campephilus não vivem mais de 15 anos, então esse valor às vezes é usado como uma estimativa. Nenhuma espécie (além dos humanos) é conhecida como predadora de pica-paus-de-bico-de-marfim. No entanto, foi observado que eles exibem comportamentos de resposta à predador em relação ao falcão-do-tanoeiro e ao falcão-de-ombros-vermelhos.

## Estado de conservação

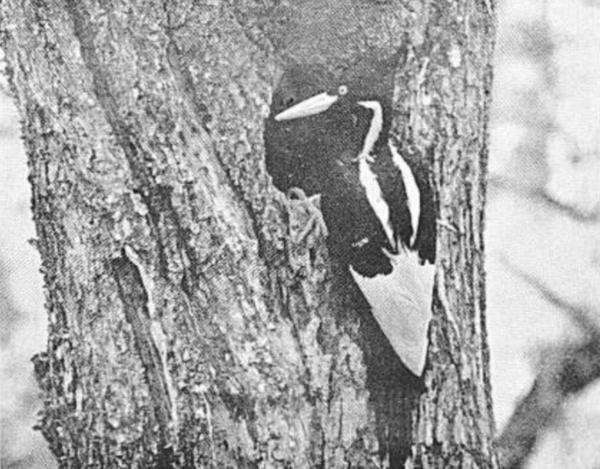
Pica-pau fêmea voltando ao ninho, abril de 1935, da expedição do trato Singer de Allen, Kellogg, Tanner e Sutton. Este pássaro era membro da última população universalmente aceita de pica-paus-de-bico-de-marfim a viver nos Estados Unidos

A intensa atividade madeireira exacerbada pela caça por coletores devastou a população de pica-paus-de-bico-de-marfim no final do século XIX. Em geral, era considerado extremamente raro e alguns ornitólogos acreditavam que ele estava extinto na década de 1920. Em 1924, Arthur Augustus Allen encontrou um casal em nidificação na Flórida, que taxidermistas locais atiraram em busca de espécimes. Em 1932, um representante do estado da Louisiana, Mason Spencer de Tallulah, Louisiana, matou um pica-pau bico de marfim ao longo do rio Tensas e levou o espécime para o seu  escritório estadual da vida selvagem em Baton Rouge, Louisiana. Como resultado, Arthur Allen, professor de ornitologia da Cornell Peter Paul Kellogg, o estudante de PhD James Tanner, e o artista aviário George Miksch Sutton organizaram uma expedição para a Luisiana a fim de registrar imagens e sons de pássaros ameaçados de extinção nos Estados Unidos. A equipe localizou uma população de pica-paus em Madison Parish no nordeste da Louisiana, em uma seção da floresta antiga chamada área Singer, de propriedade da Singer Sewing Company, onde os direitos de exploração madeireira eram detidos pela Chicago Mill and Lumber Company. A equipe fez as únicas gravações de áudio e filmagens universalmente aceitas do pica-pau-bico-de-marfim. A National Audubon Society tentou comprar os direitos de extração de madeira para o trato e para o habitat e pássaros poderiam ser preservados, mas a empresa rejeitou a oferta. Tanner passou 1937-1939 estudando os pica-paus-de-bico-de-marfim no trato Singer e viajando pelo sul dos Estados Unidos em busca de outras populações como parte de seu trabalho de tese. Naquela época, ele estimou que havia 22–24 indivíduos restantes, dos quais 6–8 estavam no trato Singer. O último avistamento universalmente aceito de um pica-pau bico de marfim nos Estados Unidos foi feito no trato Singer pelo artista da Audubon Society Don Eckelberry em abril de 1944, quando a extração de madeira do trato foi quase concluída.
O pica-pau-bico-de-marfim foi listado como em risco de extinção em 11 de março de 1967, pelo Serviço de Pesca e Vida Selvagem dos Estados Unidos. Foi avaliado como criticamente ameaçado pela International Union for Conservation of Nature and Natural Resources, e é categorizado como provavelmente extinto ou oficialmente extinto pela American Birding Association. Uma revisão de cinco anos feita pelo Serviço de Pesca e Vida Selvagem  recomendou que o pica-pau-bico-de-marfim fosse removido da lista de espécies ameaçadas devido à extinção. Em setembro de 2021, a espécie foi declarada extinta pelo Serviço de Pesca e Vida Selvagem.
Apesar disso, é necessário ressaltar que alguns especialistas da area vieram a discordar dessa declaração, como é o caso do professor Geoffrey Hill, da universidade de Auburn. Para ele, considerar a espécie como extinta não é algo novo, e algo errôneo, visto que os fatores que levaram a tal declaração são muito diferentes dos que se aplicaram a outras das 23 espécies da lista. Segundo ele, a população de pica-paus-de-bico-de-marfim não é avistada justamente por conta de chegar a um ponto onde são tão adversos a contato humano, que é praticamente impossível registrá-los de formas convencionais.

## Na cultura popular
O personagem Pica-Pau parece um Campephilus melanoleucos mas o pica-pau-bico-de-marfim é a espécie do personagem de desenho animado Pica-Pau. No episódio "Dumb Like a Fox" ("Esperto Contra Sabido", na versão brasileira), do desenho animado Woody Woodpecker, um museu oferece a recompensa de 25 dólares para quem capturar um "Campephilus principalis", o qual é o próprio Pica-Pau.